# Danijel Radiček
Danijel Radiček (Koprivnica, 9 luglio 1980) è un ex calciatore croato, di ruolo difensore.